# オザキアキラ
オザキ アキラ（3月29日 - ）は、日本の漫画家。広島県出身。血液型O型。旧ペンネームは尾崎 あきら。

## 略歴
- 2003年 - 『2人で行こう一緒に行こう』[2][3]で、デビュー。
- 2013年 - ペンネームを『オザキ アキラ』に変更。
- 2016年 - 『別冊マーガレット』10月号より「ふしぎの国の有栖川さん」を連載開始[4]。
- 2019年 - 『別冊マーガレット』9月号にて「ふしぎの国の有栖川さん」の連載が終了した[5]。

## 作品リスト
全て集英社、マーガレットコミックスから刊行されている。
- オオカミとミツバチ（2007年6月25日発売[6]、ISBN 978-4-08-846183-0）
  - オオカミとミツバチ（『ザ マーガレット』2006年9月号）
  - もみじ商店街三代目 恋の花道〜義理と人情の団子三兄弟〜（『デラックスマーガレット』2007年1月号）
  - JUST LIKE HONEY（『デラックスマーガレット』2006年5月号）
  - サテライト（『ザ マーガレット』2006年2月号）
- さよならロッキンホース（2007年12月25日発売[7]、ISBN 978-4-08-846251-6）
  - さよならロッキンホース（『ザ マーガレット』2007年8月号）
  - BUZZ MAKER（『ザ マーガレット』2007年5月号）
  - 333（『ザ マーガレット』2006年12月号）
  - CHERRY MEETS BOY（『ザ マーガレット』2006年1月号）
- さよなら失恋番長（2008年11月25日発売[8]、ISBN 978-4-08-846361-2）
  - さよなら失恋番長（『デラックスマーガレット』2008年5月号）
  - さよなら失恋番長〜セカンド・ステージ〜（『デラックスマーガレット』2008年9月号）
  - もみじ商店街裏通り 恋の花道（『デラックスマーガレット』2008年1月号）
  - もみじ商店街三代目 恋の花道（『デラックスマーガレット』2005年5月号）
- 武士道シックスティーン（2009年 - 2010年、原作：誉田哲也、全4巻）
- あたしのバンビ（2012年1月25日発売[9]、『別冊マーガレット』2011年9月号[10] - 12月号、ISBN 978-4-08-846739-9、全1巻）
- 太田川純情ラバーズ（2013年4月25日発売[11]、『別冊マーガレット』2012年1月号別冊ふろく『BETSUMA JAPAN!』[12]、『別冊マーガレット』2012年6月号別冊ふろく『別マTWO』Vol.1[13] - 8月号別冊ふろく『別マTWO』Vol.3、ISBN 978-4-08-845032-2、全1巻）
  - キヨハル（『別冊マーガレットSister』2011年5月増刊号）

ペンネーム改名後の作品
- ハル×キヨ[14]（2013年 - 2016年、全9巻）
  1. 2013年9月25日発売[15]、『別冊マーガレット』2013年6月号[16] - 9月号、ISBN 978-4-08-845104-6
  2. 2014年1月24日発売[17]、『別冊マーガレット』2013年10月号 - 2014年1月号、ISBN 978-4-08-845161-9
  3. 2014年5月23日発売[18]、『別冊マーガレット』2014年2月号 - 2014年5月号、ISBN 978-4-08-845212-8
    - 番外編 コタ×ハル[19]（『別冊マーガレットsister』2014年4月増刊春号）

  4. 2014年9月25日発売[20]、『別冊マーガレット』2014年6月号 - 9月号、ISBN 978-4-08-845268-5
  5. 2015年1月23日発売[21]、『別冊マーガレット』2014年10月号 - 2015年1月号、ISBN 978-4-08-845334-7
    - 番外編 コタ×ハル 〜初恋ハイジャンパー〜（『別冊マーガレットsister』2014年11月増刊秋号）

  6. 2015年5月25日発売[22]、『別冊マーガレット』2015年2月号 - 5月号、ISBN 978-4-08-845391-0
    - 鉄っ娘28号（仮）（描きおろし）

  7. 2015年9月25日発売[23]、『別冊マーガレット』2015年6月号 - 9月号、ISBN 978-4-08-845448-1
    - 教えて!江戸川さん!（描きおろし）

  8. 2016年1月25日発売[24]、『別冊マーガレット』2015年10月号 - 2016年1月号、ISBN 978-4-08-845515-0
    - ハル×キヨ in WONDERLAND（描きおろし）

  9. 2016年5月25日発売[25]、『別冊マーガレット』2016年2月号 - 2016年5月号[26]、ISBN 978-4-08-845579-2
    - ハル×キヨ After Episode（描きおろし）
- ふしぎの国の有栖川さん[27]（2016年 - 2019年、全9巻）
  1. 2017年1月25日発売[28][29]、『別冊マーガレット』2016年10月号[4] - 2017年1月号、ISBN 978-4-08-845705-5
    - ふしぎのくにのありすがわさんとその仲間たち（描きおろし）

  2. 2017年5月25日発売[30]、『別冊マーガレット』2017年2月号 - 5月号、ISBN 978-4-08-845763-5
    - ふしぎの国の有栖川さん 番外編[31]（『別冊マーガレットSister』2017年2月増刊号 冬フェスVOL.2）

  3. 2017年9月25日発売[32][33]、『別冊マーガレット』2017年6月号[34] - 9月号、ISBN 978-4-08-845821-2
    - ふしぎのくにのありすがわさんとその仲間たち（描きおろし）

  4. 2018年1月25日発売[35]、『別冊マーガレット』2017年10月号 - 2018年1月号、ISBN 978-4-08-845880-9
    - ふしぎの国の有栖川さん〜大江戸 恋の犯科帳〜[36]（『別冊マーガレット』2017年8月号別冊ふろく『BETSUMA SPIN-OFF』）

  5. 2018年5月25日発売[37]、『別冊マーガレット』2018年2月号 - 5月号、ISBN 978-4-08-844038-5
  6. 2018年9月25日発売[38]、『別冊マーガレット』2018年6月号 - 9月号、ISBN 978-4-08-844096-5
  7. 2019年1月25日発売[39]、『別冊マーガレット』2018年10月号[40] - 2019年1月号、ISBN 978-4-08-844155-9
  8. 2019年6月25日発売[41]、『別冊マーガレット』2019年2月号 - 5月号、ISBN 978-4-08-844199-3
  9. 2019年10月25日発売[42]、『別冊マーガレット』2019年6月号 - 9月号[5]、ISBN 978-4-08-844255-6
    - 番外編 眼鏡の向こうの王子さま（描きおろし）
- うちの弟どもがすみません[43]（『別冊マーガレット』2020年2月号[44] - 連載中、既刊14巻）

### イラスト
- （タイトルなし）（『別冊マーガレット』2017年3月号別冊ふろく『バレンタイン SPECIAL COLLECTION』）
- 別マ×呪術廻戦"特級"トリビュートイラスト[45]（『別冊マーガレット』2022年1月号）

### 単行本未収録作品
- 2人で行こう一緒に行こう（『デラックスマーガレット』2003年3月号、デビュー作）
- 恋する僕たち私たち（『別マスペシャル』2003年）
- TRANCE KISS（『ザ マーガレット』2004年7月号）
- repeater（『ザ マーガレット』2004年9月号）
- かよわき二人（『ザ マーガレット』2004年12月号）
- 尾崎とハミィが行く（『デラックスマーガレット』2008年7月号）
- 鉄筋ガール（『ザ マーガレット』2009年4月号）
- 恋にもならない[46]（『別冊マーガレットSister』2012年4月増刊号）
- 黒川さんと花沢さん[47]（『別冊マーガレット』2012年11月号）
- 学校へ行こう（『別冊マーガレットSister』2013年4月増刊号）

ペンネーム改名後の作品
- となりの星の王子さま[48]（『別冊マーガレットSister』2016年7月増刊号 春フェスVOL.3）
- 俺物語!!スペシャルトリビュート!![49][50]（『別冊マーガレット』2016年7月号）
- 『うち弟』ボイスコミックアフレコレポまんが（『別冊マーガレット』2021年7月号）

## 関連人物
- 里中実華[51] - アシスタント経験者。
- 柏木きなこ[52][53] - アシスタント経験者。
- 小出祐介[54] - 『ふしぎの国の有栖川さん』6巻帯に推薦コメントを寄せている。